# جانيت مبوغا
جانيت مبوغا (بالإنجليزية: Janet Mbugua)‏، هي مُمثلة وصحفية كينية.

## حياته الخاصة
جانيت مبوغا هي طليقة إدوارد نديشو. لدى الطليقين طفل يُدعى «إيثان هورو نديشو»، وقد وُلد في أكتوبر 2015. في 2019، أصدرت جانيت كتابها الأول تحت عُنوان «أول مرة» (بالإنجليزية: My First Time)‏.